# Нечаев, Эдуард Александрович
Эдуард Александрович Нечаев (род. 10 декабря 1934, Смоленск) — советский, российский военный хирург; доктор медицинских наук, профессор; член-корреспондент РАМН; министр здравоохранения и медицинской промышленности Российской Федерации (1992—1995).

## Биография
В 1959 году окончил военно-медицинский факультет Саратовского медицинского института, член КПСС. Служил ординатором хирургического отделения военного госпиталя в Группе советских войск в Германии. В 1969 г. окончил адъюнктуру Военно-медицинской академии. Преподавал в Военно-медицинской академии.
В 1976—1978 гг. находился в Афганистане, занимался организацией военно-полевых госпиталей.
В 1987—1988 гг. — заместитель начальника Военно-медицинской академии по клинической части — начальник клинического отдела.
С 1988 г. — главный хирург МО СССР, в 1989—1993 гг. — начальник Центрального военно-медицинского управления Министерства обороны СССР (с 1992 г. — Главного военно-медицинского управления Министерства обороны Российской Федерации).
В 1992—1994 гг. — министр здравоохранения Российской Федерации.
В 1994—1995 гг. — министр здравоохранения и медицинской промышленности Российской Федерации. В 1993—1994 гг. входил в состав Совета Безопасности Российской Федерации.
Одновременно в 1988—1995 гг. — начальник кафедры хирургии военно-медицинского факультета Российской медицинской академии последипломного образования.

### Семья
Жена — врач.
Дочь — врач.

## Научная деятельность
Ведущий специалист в области медицины катастроф. Инициировал создание в ведущих медицинских вузах страны дисциплины «медицина катастроф». 30 января 1993 г. избран членом-корреспондентом Российской АМН.
Основные направления исследований:
- совершенствование методов этапного лечения раненых и больных в условиях военного времени;
- обоснование хирургической тактики при массовых травмах в различных видах боевых действий;
- разработка единого понимания существа патологических процессов, происходящих в организме пострадавших от различных видов современного оружия, единых взглядов на их лечение и профилактику осложнений;
- разработка мер по лечению и реабилитации легкораненых как основного стратегического резерва вооружённых сил в особый период.

## Награды и признание
- Памятная юбилейная медаль «Манас-1000» (27 октября 1995 года, Кыргызстан) — за вклад в укрепление дружбы и сотрудничества между народами Кыргызской Республики и Российской Федерации[5].
- почётный доктор Пироговского центра[6].